# Seznam britanskih armadnih skupin druge svetovne vojne
Seznam britanskih armadnih skupin druge svetovne vojne.
- 11. armadna skupina
- 15. armadna skupina
- 18. armadna skupina
- 21. armadna skupina
- Zavezniške armade v Italiji